# La Jaudonnière
La Jaudonnière és un municipi francès situat al departament de Vendée i a la regió de País del Loira. L'any 2007 tenia 569 habitants.

## Demografia

### Població
El 2007 la població de fet de La Jaudonnière era de 569 persones. Hi havia 236 famílies de les quals 68 eren unipersonals (8 homes vivint sols i 60 dones vivint soles), 80 parelles sense fills, 84 parelles amb fills i 4 famílies monoparentals amb fills.
La població ha evolucionat segons el següent gràfic:
Habitants censats

### Habitatges
El 2007 hi havia 290 habitatges, 235 eren l'habitatge principal de la família, 32 eren segones residències i 23 estaven desocupats. Tots els 289 habitatges eren cases. Dels 235 habitatges principals, 195 estaven ocupats pels seus propietaris, 35 estaven llogats i ocupats pels llogaters i 5 estaven cedits a títol gratuït; 1 tenia una cambra, 5 en tenien dues, 24 en tenien tres, 64 en tenien quatre i 141 en tenien cinc o més. 204 habitatges disposaven pel capbaix d'una plaça de pàrquing. A 85 habitatges hi havia un automòbil i a 125 n'hi havia dos o més.

### Piràmide de població
La piràmide de població per edats i sexe el 2009 era:
| Homes | Edats   | Dones |
| ----- | ------- | ----- |
| 0     | 95 o +  | 0     |
| 0     | 90 a 94 | 4     |
| 8     | 85 a 89 | 4     |
| 8     | 80 a 84 | 8     |
| 16    | 75 a 79 | 20    |
| 20    | 70 a 74 | 32    |
| 4     | 65 a 69 | 16    |
| 8     | 60 a 64 | 12    |
| 4     | 55 a 59 | 12    |
| 24    | 50 a 54 | 16    |
| 8     | 45 a 49 | 12    |
| 32    | 40 a 44 | 12    |
| 12    | 35 a 39 | 16    |
| 16    | 30 a 34 | 24    |
| 24    | 25 a 29 | 20    |
| 12    | 20 a 24 | 8     |
| 28    | 15 a 19 | 20    |
| 20    | 10 a 14 | 8     |
| 16    | 5 a 9   | 4     |
| 0     | 0 a 4   | 20    |

## Economia
El 2007 la població en edat de treballar era de 343 persones, 264 eren actives i 79 eren inactives. De les 264 persones actives 248 estaven ocupades (135 homes i 113 dones) i 16 estaven aturades (7 homes i 9 dones). De les 79 persones inactives 34 estaven jubilades, 24 estaven estudiant i 21 estaven classificades com a «altres inactius».

### Ingressos
El 2009 a La Jaudonnière hi havia 233 unitats fiscals que integraven 581 persones, la mediana anual d'ingressos fiscals per persona era de 16.163 €.

### Activitats econòmiques
Dels 18 establiments que hi havia el 2007, 1 era d'una empresa alimentària, 4 d'empreses de fabricació d'altres productes industrials, 3 d'empreses de construcció, 2 d'empreses de comerç i reparació d'automòbils, 1 d'una empresa d'hostatgeria i restauració, 2 d'empreses de serveis, 4 d'entitats de l'administració pública i 1 d'una empresa classificada com a «altres activitats de serveis».
Dels 5 establiments de servei als particulars que hi havia el 2009, 1 era un taller de reparació d'automòbils i de material agrícola, 2 paletes, 1 guixaire pintor i 1 perruqueria.
L'únic establiment comercial que hi havia el 2009 era una botiga de roba.
L'any 2000 a La Jaudonnière hi havia 18 explotacions agrícoles que ocupaven un total de 1.056 hectàrees.

## Equipaments sanitaris i escolars
El 2009 hi havia 2 escoles elementals.

## Poblacions més properes
El següent diagrama mostra les poblacions més properes.